# Bông hải quỳ rộn rã
Bông hải quỳ rộn rã (アネモネは熱を帯びる Anemone wa Netsu o Obiru) là một bộ manga yuri do Sakuragi Ren viết và minh họa. Bộ truyện đăng dài kỳ trên tạp chí Manga Time Kirara Forward  của Houbunsha từ tháng 1 năm 2021.

## Nội dung
Trên đường đi dự kỳ thi tuyển sinh cấp 3, Ootsuki Nagisa đã gặp Mashiro Komiyama nằm bên đường nên trượt bài thi và bị sốc nặng những ngày sau đó. Sau khi tâm trạng được cải thiện, Nagisa đã đậu vào một trường trung học dân lập gần nhà với mục tiêu vào trường đại học quốc gia. Một ngày nọ, Nagisa nhận ra Komiyama học cùng lớp với mình. Ngày hôm đó, Komiyama cảm thấy không khỏe trong giờ học, vì vậy Nagisa đã đưa cô đến phòng y tế. Bên trong căn phòng, Komiyama đã tâm sự với Nagisa. Nagisa đề nghị cả hai cùng nhau đối mặt với những điều mình ghét. Trong quá trình thân thiết với Komiyama, Nagisa nhận ra mình dần có tình cảm với Komiyama.

## Nhân vật
Ootsuki Nagisa (大槻 凪紗)

Mashiro Komiyama (小宮山 茉白)

## Truyền thông
Dưới ngòi bút và phần minh họa của Sakuragi Ren, Bông hải quỳ rộn rã bắt đầu phát hành dài kỳ trên tạp chí manga seinen Manga Time Kirara Forward của Houbunsha từ tháng 1 năm 2021. Tính đến tháng 7 năm 2024, bộ truyện đã cho ra mắt 7 tập tankōbon. Tại thị trường Việt Nam, đơn vị xuất bản X.Y.Z đã mua bản quyền tác phẩm, đồng thời liên kết với phía Nhà xuất bản Hà Nội và phát hành tập đầu tiên của bộ manga dưới ấn hiệu Amak Books vào tháng 2 năm 2024. Trong khi đó, Yen Press lại là bên phụ trách công đoạn xuất bản tác phẩm tại Bắc Mỹ. Còn tại Đài Loan, bộ truyện do Global sở hữu bản quyền và ấn hành.

### Tậptankōbon
| # | Phát hành tiếng Nhật | Phát hành tiếng Nhật | Phát hành tiếng Việt | Phát hành tiếng Việt |
| # | Ngày phát hành       | ISBN                 | Ngày phát hành       | ISBN                 |
| - | -------------------- | -------------------- | -------------------- | -------------------- |
| 1 | 11 tháng 6 năm 2021  | 978-4-8322-7282-8    | 10 tháng 2 năm 2024  | 978-604-478-963-7    |
| 2 | 10 tháng 12 năm 2021 | 978-4-8322-7331-3    | 20 tháng 5 năm 2024  | 978-604-374-631-0    |
| 3 | 10 tháng 6 năm 2022  | 978-4-8322-7371-9    | —                    | —                    |
| 4 | 12 tháng 12 năm 2022 | 978-4-8322-7424-2    | —                    | —                    |
| 5 | 12 tháng 7 năm 2023  | 978-4-8322-7468-6    | —                    | —                    |
| 6 | 12 tháng 12 năm 2023 | 978-4-8322-9509-4    | —                    | —                    |
| 7 | 11 tháng 7 năm 2024  | 978-4-8322-9559-9    | —                    | —                    |
| 8 | 10 tháng 1 năm 2025  | 978-4-8322-9603-9    | —                    | —                    |